# The Graham Norton Show
The Graham Norton Show ist eine britische Comedy-Talkshow, moderiert vom irischen Comedian Graham Norton. Sie wird auf dem Sender BBC One ausgestrahlt und von „So Television“ produziert. Von 2007 bis Mai 2009 wurde die Show auf  BBC Two ausgestrahlt. Gesendet wird sie aus Studio 1 der London Studios.

## Konzept
In The Graham Norton Show lädt Norton drei bis vier Gäste ein, darunter internationale Stars aus Film und Fernsehen, Musiker, Sportler und Comedians, die gemeinsam auf einer Couch Platz nehmen. Zum Ende der Show kommen ein Musiker oder eine Gruppe hinzu und spielen einen aktuellen Titel.
Die Show beginnt mit einem Sketch („Let’s start the Show.“), oft unter Teilnahme von einem der Gäste Nortons und einem folgenden Monolog des Comedians, in dem er das aktuelle Zeitgeschehen sowie seine Gäste humorvoll porträtiert. Während der Show werden regelmäßig Zuschauer aus dem Publikum eingebunden oder Inhalte sozialer Internet-Medien gezeigt, die in Bezug zu den geladenen Gästen stehen.
Zum Ende der Show gibt es einen festen Programmpunkt namens That's All We've Got Time For (deutsch: Das ist alles, wofür wir Zeit haben): Zuschauer aus dem Publikum nehmen in einem roten Sessel (The Red Chair) Platz und tragen eine lustige Geschichte vor. Langweilen sich Norton oder dessen Gäste, legt dieser einen Hebel um, und der Stuhl kippt mit dem Kandidaten nach hinten.
Für das Format wurde Norton mehrfach mit dem BAFTA Award ausgezeichnet.

## Ausstrahlung
In Großbritannien wird The Graham Norton Show freitags um 22:55 (UTC) auf dem Sender BBC One ausgestrahlt; bislang wurden 433 Folgen in insgesamt 27 Staffeln gesendet. In Deutschland wurden einige wenige ältere Folgen ab dem 6. Juli 2012 auf Comedy Central ausgestrahlt.
Neben den regulären Folgen werden zum Ende einer Staffel eine Kompilation der besten Folgen sowie Sondersendungen in der Weihnachtszeit und zu Silvester ausgestrahlt.

## Produktion
Die Graham Norton Show wurde seit dem Sendestart im Jahr 2007 in den „The London Studios“ von ITV in Londons South Bank produziert; Norton benutzte die Studios bereits für seine erste Talkshow So Graham Norton, die ab 1998 ausgestrahlt wurde.
Am 15. Februar 2018 wurde die letzte Folge der Show in den London Studios aufgezeichnet. Am Ende der Sendung, die gleichzeitig das Staffelfinale der 22. Staffel darstellt, zeigt ein Foto den gesamten Produktionsstab zusammen mit Graham Norton auf dem „Roten Sofa“ und in einer Einblendung ist „Love, thanks and goodbye to The London Studios“ zu lesen.
Die Produktion wird seit Beginn der 23. Staffel am 6. April 2018 im Studio 1 des BBC Television Centre in West London aufgezeichnet, das von BBC Studioworks betrieben wird.